# Intimité et communication
 (juin 2025).
Motif : pas de sources secondaires sur cet assemblage de notions un peu capillotracté, l'article en anglais à l'origine de cette page a été supprimé.
- Archive Wikiwix
- Bing
- Cairn
- DuckDuckGo
- E. Universalis
- Gallica
- Google
- G. Books
- G. News
- G. Scholar
- Persée
- Qwant
- (zh) Baidu
- (ru) Yandex
- (wd) trouver des œuvres sur Wikidata

| 1. | Préciser le motif de la pose du bandeau. | Précisez le motif de la pose du bandeau en utilisant la syntaxe suivante : {{admissibilité à vérifier\|date=juin 2025\|motif=remplacez ce texte par le motif}}                                 |
| 2. | Informer les utilisateurs concernés.     | Pensez à avertir le créateur de l'article, par exemple, en insérant le code ci-dessous sur sa page de discussion : {{subst:avertissement admissibilité à vérifier\|Intimité et communication}} |

L'intimité est le degré de partage des sentiments dans une relation amoureuse. L'intimité est parfois liée à la sexualité, mais elle peut également se produire dans le cadre d'une relation platonique. La dialectique de connexion-autonomie, et disponibilité-indisponibilité, manœuvre la communication intime entre les partenaires.